# ساتوشی دزاکی
ساتوشی دزاکی (انگلیسی: Satoshi Dezaki؛ زادهٔ ۲۶ ژوئن ۱۹۴۰) فیلم‌نامه‌نویس، کارگردان تلویزیونی، تهیه‌کننده فیلم، کارگردان فیلم، و پویانما اهل ژاپن است.